# Eevee
Eevee (japanska: イーブイ Ībui) är en fiktiv karaktär från Pokémon-serien som kan utvecklas till många andra Pokémon tack vare att den har en instabil genetiska koden, dessa evolutioner kallas ofta för eeveelutions beroende på situationen. De första tre av dessa evolutioner är Vaporeon, Jolteon och Flareon som först introducerades med Eevee till Pokémon Röd och Blå-spelen. Den har senare dykt upp i olika varor, spinoff-titlar och animerade och tryckta anpassningar av serien. De fem på varandra följande evolutionerna är Espeon, Umbreon, Leafeon, Glaceon och Sylveon. Han skulle vara maskot och startpokémon i Pokémon: Let's Go, Eevee!.